# Haskayne
Haskayne – wieś w Anglii, w hrabstwie Lancashire, w dystrykcie West Lancashire. Leży 50 km na zachód od miasta Manchester i 299 km na północny zachód od Londynu.